# 大江戸科学捜査 八丁堀のおゆう
『大江戸科学捜査 八丁堀のおゆう』（おおえどかがくそうさはっちょうぼりのおゆう）は、山本巧次による日本の小説のシリーズ。宝島社より2015年から刊行されている。
2019年7月5日から8月23日まで関西テレビ（カンテレ）の「このミス」大賞ドラマシリーズの第1弾として『時空探偵おゆう 大江戸科学捜査』のタイトルでテレビドラマ化された。

## 概要
2014年、山本は第13回『このミステリーがすごい!』大賞に「八丁堀ミストレス」というタイトルで応募し、最終選考で受賞は至らず落選する。しかし2015年、隠し玉（編集部推薦）として『大江戸科学捜査 八丁堀のおゆう』に改題して刊行され、山本のデビュー作となった。
最終選考講評において、審査員の大森望は「これがシリーズものの第一弾なら、謎が積み残されてもかまわないし、このままでもすぐ出版できるレベル。受賞は逸してもなんらかのかたちで世に出してほしいというのが選考会の結論だった」、香山二三郎は「話の展開がシリーズものふうなんだし、ここはひとつシリーズ化を前提に隠し玉として売れ線を狙ったほうがよいのではとの判断が下された」、茶木則雄は「時代ミステリーと現代科学捜査を融合させた斬新極まる」、吉野仁は「これはもう発想のユニークさである。ラストで明かされるもうひとつの真相は蛇足だが、基本的な設定はとても面白い。江戸における陰謀に関する部分もよく書けている」と評価した。

## あらすじ
文政年間の江戸、両国橋の近くにおゆうと呼ばれる謎の女性が暮らしていた。実はその正体は、現代人のミステリー好きのフリーター・関口優佳であった。優佳は亡くなった祖母が遺した不思議な家の階段から、簡単に江戸時代にタイムトラベルができるようになり、現代と江戸時代での二重生活を自由気ままに楽しんでいた。
そんな「おゆう」こと優佳の元に、江戸時代の人々から事件の捜査依頼が次々と寄せられる。殺人事件・親子の血縁関係の調査・失踪者の捜索など、警察でもない優佳ひとりでは、いかにミステリーマニアといえども手に余る事件ばかりだった。しかし優佳は、八丁堀の役人・鵜飼伝三郎と現代人で分析オタクの宇田川聡史の力を借りて、江戸で起きた事件の謎を現代の科学捜査で解明していく。

## 登場人物
関口優佳（せきぐち ゆうか） / おゆう
ミステリーマニアのフリーター。元は不動産会社の経理部に勤めていた。祖母から受け継いだ家で一人暮らしをしていて、家から繋がるタイムトンネルを通り、江戸と現代の2つの時代を行き来している。江戸時代では「おゆう」と名乗っている。
鵜飼伝三郎（うかい でんざぶろう）
南町奉行所定廻り同心。優佳と共に江戸での事件を捜査する。優佳に惚れているがなかなか手をださず、優佳をやきもきさせている。
宇田川聡史（うだがわ さとし）
優佳の高校時代の同級生。先輩の河野と、民間で分析・検査する会社「マルチラボラトリー・サービス」を立ち上げる。優佳が江戸から持ち込んだ物を分析する。

## シリーズ一覧
- 山本巧次（著）、げみ（イラスト）、宝島社〈宝島社文庫〉
  1. 『大江戸科学捜査 八丁堀のおゆう』、2015年8月6日発売[2]、ISBN 978-4-8002-4441-3
  2. 『大江戸科学捜査 八丁堀のおゆう 両国橋の御落胤』、2016年5月10日発売[4]、ISBN 978-4-8002-5515-0
  3. 『大江戸科学捜査 八丁堀のおゆう 千両富くじ根津の夢』、2016年12月6日発売[5]、ISBN 978-4-8002-6484-8
  4. 『大江戸科学捜査 八丁堀のおゆう 北斎に聞いてみろ』、2017年10月5日発売[6]、ISBN 978-4-8002-7683-4
  5. 『大江戸科学捜査 八丁堀のおゆう ドローン江戸を翔ぶ』、2018年10月4日発売[7]、ISBN 978-4-8002-8949-0
  6. 『大江戸科学捜査 八丁堀のおゆう 北からの黒船』、2019年11月1日発売[8]、ISBN 978-4-8002-9961-1
  7. 『大江戸科学捜査 八丁堀のおゆう 妖刀は怪盗を招く』、2020年10月6日発売[9]、ISBN 978-4-299-00941-8
  8. 『大江戸科学捜査 八丁堀のおゆう ステイホームは江戸で』、2021年11月5日発売[10]、ISBN 978-4-299-02155-7
  9. 『大江戸科学捜査 八丁堀のおゆう 司法解剖には解体新書を』、2022年11月5日発売[11]、ISBN 978-4-299-03536-3
  10. 『大江戸科学捜査 八丁堀のおゆう 抹茶の香る密室草庵』、2023年11月7日発売[12]、ISBN 978-4-299-04791-5
  11. 『大江戸科学捜査 八丁堀のおゆう 殺しの証拠は未来から』、2024年11月6日発売[13]、ISBN 978-4-299-06091-4

## テレビドラマ
関西テレビが『時空探偵おゆう 大江戸科学捜査』のタイトルで、『このミス』大賞ドラマシリーズの第1弾として制作。2019年7月5日から8月23日まで毎週金曜（木曜深夜）0時25分-0時55分、関西テレビ（関西ローカル）の「カンテレドラマらぼ」枠で放送された。なお、オンエア終了後はU-NEXTで独占配信が行われている。主演は佐久間由衣。

### キャスト
- 関口優佳（おゆう） - 佐久間由衣
- 鵜飼伝三郎 - 竹財輝之助[16]
- 浅川健吾、浅川源吾衛門 - 手塚とおる（二役）[16]
- 宇田川聡史 - 甲斐翔真[16]
- 武本真由美 - 水島麻理奈[16]
- 源七 - 石毛元貴[16]
- 藤吉 - 池田純矢[16]
- 半次郎 - 鈴之助[17]
- 総州屋伊兵衛 - 水野智則[18]
- 上総屋嘉介 - 中野マサアキ[18]
- 大松屋惣右衛門 - 大谷亮介[16]
- 真壁頼母 - 神尾佑[16]
- 藤屋久兵衛 - 吹越満[16]
- 深川江戸資料館・説明員 - 佐藤二朗（特別出演）[19]

### スタッフ
- 原作 - 山本巧次『大江戸科学捜査 八丁堀のおゆう』（宝島社）
- 脚本 - 大久保ともみ
- 監督 - 根本和政、桑島憲司、亀谷英司
- 企画 - 宮本敬、小寺健太、柳原祥広
- チーフ・プロデューサー - 笠置高弘
- プロデューサー - 浅原和博、池田篤史、鈴木剛、堀尾星矢
- 撮影 - 早坂伸
- 照明 - 大庭郭基
- 録音 - 辻克己
- 美術 - 雪入三廣
- CGプロデューサー - 木下和納
- CGディレクター - 山上弘了
- 音楽 - 田渕夏海、中村巴奈重
- 法科学捜査監修 - 清野優花、益満菜々（法科学鑑定研究所）
- 主題歌 - Qyoto「花時雨」（アリオラジャパン）[20]
- 製作 - 堤天心、岡田美穂
- 制作プロダクション - トライストーン・ピクチャーズ
- 制作・著作 - U-NEXT、カンテレ

### 放送日程
| 話数  | 放送日  | 監督     |
| ----- | ------- | -------- |
| 第1話 | 7月05日 | 根本和政 |
| 第2話 | 7月12日 | 根本和政 |
| 第3話 | 7月19日 | 桑島憲司 |
| 第4話 | 7月26日 | 桑島憲司 |
| 第5話 | 8月02日 | 桑島憲司 |
| 第6話 | 8月09日 | 亀谷英司 |
| 第7話 | 8月16日 | 根本和政 |
| 第8話 | 8月23日 | 根本和政 |

### 放送局
| 放送対象地域 | 放送局   | 系列           | 放送期間                | 放送日時                     | 備考       |
| ------------ | -------- | -------------- | ----------------------- | ---------------------------- | ---------- |
| 近畿広域圏   | カンテレ | フジテレビ系列 | 2019年7月05日 - 8月23日 | 金曜 0:25 - 0:55（木曜深夜） | 製作局     |
| 東京都       | TOKYO MX | 独立局         | 2019年7月05日 - 8月30日 | 金曜 0:30 - 1:00（木曜深夜） | 遅れネット |
| 全国         | BSフジ   | フジテレビ系列 | 2020年4月05日 - 5月24日 | 日曜 0:30 - 1:00（土曜深夜） |            |

| 関西テレビ カンテレドラマらぼ | 関西テレビ カンテレドラマらぼ                                | 関西テレビ カンテレドラマらぼ                       |
| 前番組                        | 番組名                                                       | 次番組                                              |
| ----------------------------- | ------------------------------------------------------------ | --------------------------------------------------- |
| ミナミの帝王ZERO              | 『このミス』大賞ドラマシリーズ 時空探偵おゆう 大江戸科学捜査 | 『このミス』大賞ドラマシリーズ 名もなき復讐者 ZEGEN |